# NGC 2245
NGC 2245 bezeichnet einen Reflexionsnebel im Sternbild Einhorn, der eta 2500 Lichtjahre entfernt ist. Der Nebel wurde von dem Astronomen William Herschel am 16. Januar 1784 mithilfe seines 18,7-Zoll-Teleskops entdeckt und später von Johan Dreyer im New General Catalogue verzeichnet.